# Le Pin-la-Garenne
Le Pin-la-Garenne è un comune francese di 671 abitanti situato nel dipartimento dell'Orne nella regione della Normandia.

## Società

### Evoluzione demografica
Abitanti censiti